# Crisis del café en Alemania Oriental

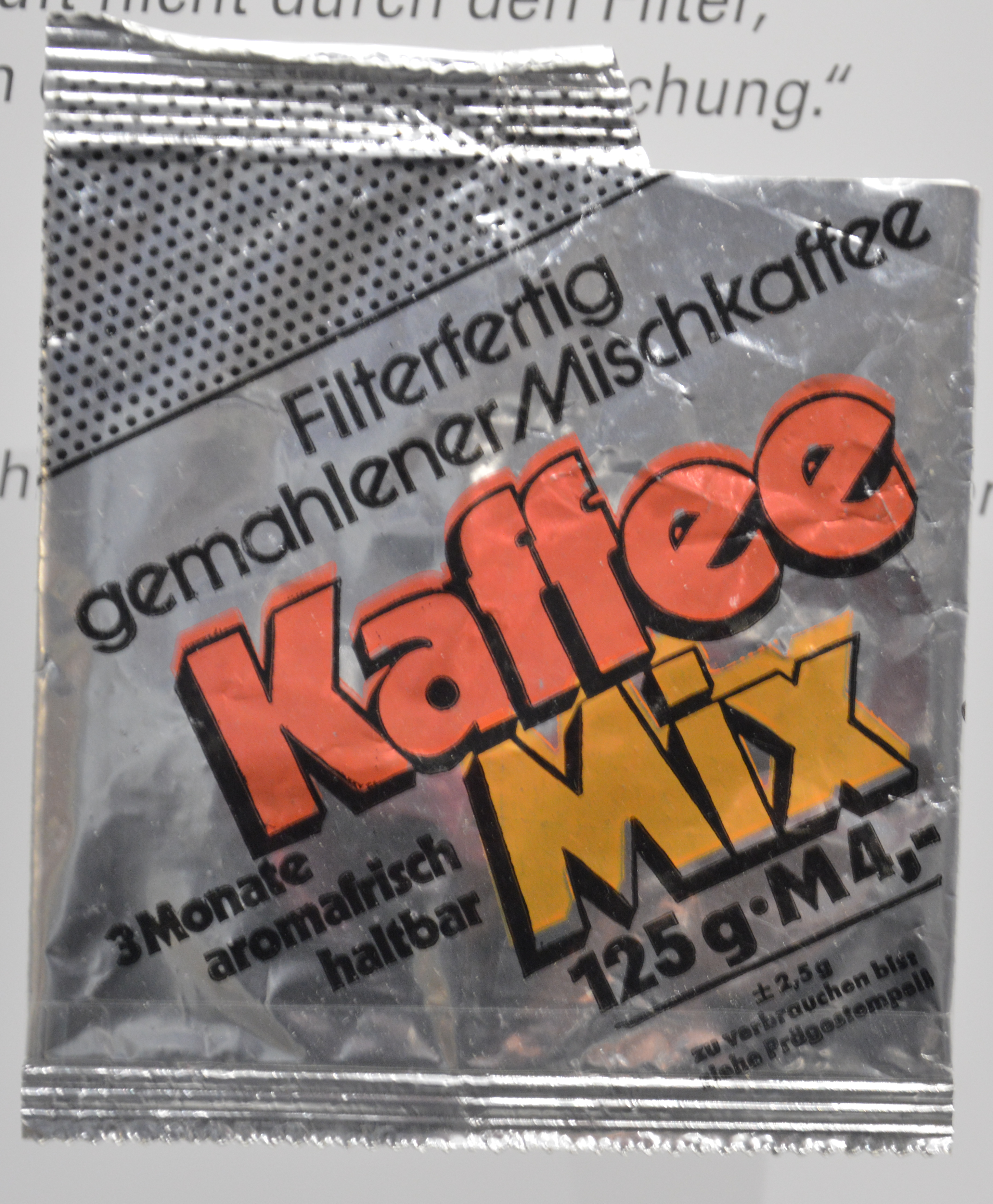
Mezcla compuesta únicamente por un 51% de café, un producto distribuido a finales de la década de 1970 en Alemania Oriental debido a la escasez de las importaciones de café

La denominada crisis del café de Alemania Oriental fue un período de escasez en el suministro de café que se produjo a finales de la década de 1970 en la República Democrática Alemana, causado por una mala cosecha y por la inestabilidad de los precios de las materias primas, lo que limitó gravemente la capacidad del gobierno para comprar café en los mercados mundiales. Para paliar el problema, el gobierno de la Alemania Oriental intensificó sus relaciones comerciales en África y Asia, exportando armas y equipos a naciones productoras de café. De hecho, un acuerdo suscrito por entonces con Vietnam hizo que el país asiático se convirtiera en el segundo productor mundial de café después de 1990.

## Situación
En 1977, Alemania Oriental experimentó dificultades para satisfacer la demanda interna de café, un producto que debía comprarse utilizando "Westgeld", es decir, monedas occidentales libremente convertibles que escaseaban en los países del Bloque del Este, sometidos por entonces al control político y económico de la URSS. Esta crisis provocó indirectamente cambios en el mercado mundial del café, y produjo una reorientación de la política exterior de Alemania Oriental, así como la imposición de una serie de recortes económicos. En particular, el gobierno de Alemania Oriental realizó trueques con países del Tercer Mundo, exportando armas y camiones a cambio de café y energía.

## Antecedentes
En la zona de ocupación soviética, al igual que en el resto de Europa después de la Segunda Guerra Mundial, el café era un bien escaso. El primer café importado a la Alemania Oriental provenía de la Unión Soviética, y cuando estas importaciones cesaron en 1954, se produjo la primera escasez masiva y se intensificaron los esfuerzos para adquirir divisas con las que comprar café. A partir de 1957, el café tostado se produjo bajo la marca "Röstfein". A partir de la década de 1960, Alemania Oriental pudo satisfacer de manera fiable las necesidades básicas de su población, pero los productos exóticos y de lujo seguían siendo escasos. La cobertura de los productos de primera necesidad condujo a una mayor demanda de otros bienes de consumo, como dulces, tabaco, bebidas alcohólicas y café (3,6 kilogramos (7,9 lb) anuales per cápita). En la década de 1970, el café era uno de los artículos más importantes del presupuesto familiar de Alemania Oriental, aunque los obsequios de amigos y familiares residentes en Occidente satisfacían alrededor del 20 por ciento de las necesidades de café del país. Los ciudadanos de Alemania Oriental gastaban una media de 3.300 millones de marcos de la RDA en café al año, una cantidad comparable al gasto en muebles y el doble de lo gastado en zapatos.

## Crisis del café de 1977
La crisis del café comenzó en 1976, tras un drástico aumento de los precios después de una mala cosecha en Brasil. Esto obligó al gobierno de Alemania Oriental a gastar aproximadamente 700 millones de marcos RFA en café (aproximadamente 300 millones de dólares estadounidenses, equivalentes a 1.51 miles de millones actualizados), casi cinco veces los 150 millones de marcos de la Alemania Occidental previstos anualmente. La dirección del Partido Socialista Unificado (PSU) restringió la importación de alimentos y de artículos de lujo, mientras intentaba reunir suficientes reservas de divisas para importar petróleo. Esta situación se produjo en el contexto de la crisis energética de los setenta, dado que los efectos de la crisis petrolífera de 1973 comenzaron a afectar a Alemania Oriental a mediados de la década de 1970.
La propuesta de suprimir el suministro de café, presentada por Alexander Schalck-Golodkowski, pudo evitarse después de que Werner Lamberz, miembro del Comité Central, planteara intensificar el comercio de trueque y las ventas de armamento a países del Tercer Mundo como Etiopía y Mozambique. Dejó de venderse el tipo de café más barato, el "Kosta", y solo estuvieron disponibles variedades más caras. Se pusieron a disposición otras alternativas, como el "Kaffee-Mix", una mezcla al 50 por ciento de café genuino con sucedáneos, y se evitó el racionamiento. El "Kaffee-Mix" era denominado peyorativamente "Erichs Krönung", una referencia a Erich Honecker, líder de Alemania Oriental, y a la marca de café "Jacobs Krönung" de la Alemania Occidental. El gobierno de Alemania Oriental asumió que gran parte de la población podría obtener café de los Westpakete enviados por sus familiares de Alemania Occidental. Pero esta circunstancia hizo aumentar la demanda del típico regalo para corresponder a los allegados de Occidente, el Dresdner Christstollen (un tradicional pan dulce de Navidad), lo que también causó dificultades en la economía de Alemania Oriental, porque muchos de los ingredientes, como almendras, pasas y fruta confitada, también estaban disponibles solo como productos importados. La sugerencia de Alexander Schalck-Golodkowski de prohibir el envío a Occidente de los panes dulces no tuvo éxito.
Los ciudadanos de Alemania Oriental rechazaron abrumadoramente el "Kaffee-Mix" y vieron la escasez de café como un ataque a una importante necesidad del consumidor como parte de su vida cotidiana. La mezcla también dañaba algunas máquinas de café, ya que alguno de los sucedáneos empleados, como la harina de guisantes, posee proteínas que se hinchan con el calor y la presión, obstruyendo los filtros. Esto dio lugar a numerosas quejas y reacciones de indignación y protestas. Aunque el precio del café en los mercados internacionales descendió de nuevo y se normalizó en 1978, los problemas a los que se enfrentó el gobierno de Alemania Oriental para adquirir divisas continuaron durante los años 1980, prolongando una escasez que dañó progresivamente la imagen del país y su liderazgo político. Se estima que entre el 20 y el 25 por ciento de todo el consumo de café de Alemania Oriental entre 1975 y 1977 llegó desde Occidente en paquetes de ayuda. El café adquirió valor como símbolo de la unidad interna alemana, muy por encima de su papel como mero bien de consumo o mercancía.

## Efectos en Alemania Occidental
En Alemania Occidental, el aumento del precio del café en 1977 no provocó escasez, pero condujo a la adopción de variedades de café más baratas en el segmento de precios más bajos. Algunas marcas de café, como Tchibo y más adelante Eduscho, comenzaron a introducirse en la venta cruzada, ofreciendo productos no alimentarios con el café. Estos cambios en la Alemania Occidental también pueden atribuirse a los efectos de la crisis del café.

## Influencia en la producción de café en Vietnam

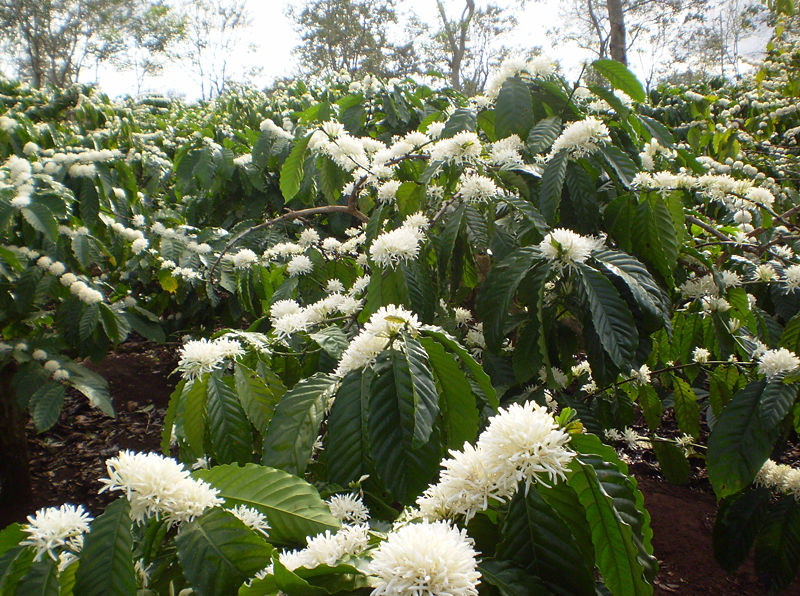
Plantas de café robusta floreciendo en Dak Lak, Vietnam

La relación entre Alemania Oriental y Vietnam fue excepcionalmente intensa en esta época. La producción de café había comenzado en Vietnam en 1926, durante el dominio colonial francés. A partir de 1975, en gran parte en paralelo con la crisis del café en Alemania Oriental, comenzó la producción en Vietnam de la variedad de café robusta, que crece más rápido, contiene más cafeína, se adapta al clima del centro de Vietnam y se prestan mejor a la cosecha mecanizada. Además, es más barato, aunque mucho más amargo que el café de la variedad arábica.
En 1980 y 1986, se firmaron dos tratados entre Alemania Oriental y Vietnam, mediante los que Alemania Oriental suministraba el equipo y la maquinaria necesarios para la producción, se aumentó la superficie de plantaciones de café de 600 a 8600 hectáreas y se instruyó a la población local sobre las técnicas de cultivo. En particular, Alemania Oriental proporcionó camiones, maquinaria y sistemas de riego para la recién fundada Kombinat Việt-Đức, además de invertir unos 20 millones de dólares en una planta de energía hidráulica. Alemania Oriental también construyó viviendas, hospitales y tiendas para las 10.000 personas que fueron reubicadas en la zona dedicada a la producción de café. A cambio de esta inversión, estaba previsto que Alemania Oriental recibiera la mitad de la cosecha de café durante los 20 años siguientes. Sin embargo, el café tarda ocho años desde su siembra hasta la primera cosecha utilizable, que se recogió en 1990, momento en el que el estado de Alemania Oriental ya había dejado de existir tras la reunificación alemana de 1989.
A pesar de la pérdida de su cliente original, Vietnam pudo establecerse rápidamente después de 1990 como el segundo mayor productor mundial de café después de Brasil, dejando fuera del mercado a gran parte de la producción tradicional de café procedente de África. La actividad exportadora se vio particularmente impulsada por el restablecimiento de relaciones comerciales entre Estados Unidos y Vietnam; y la consiguiente sobreproducción provocó una caída de los precios mundiales del café en 2001. En 2016, Alemania seguía siendo el mayor destino de exportación del café vietnamita.